# Tabanus immanis
Tabanus immanis är en tvåvingeart som beskrevs av Christian Rudolph Wilhelm Wiedemann 1828. Tabanus immanis ingår i släktet Tabanus och familjen bromsar. Inga underarter finns listade i Catalogue of Life.